# Lidai Diwang Miao
Lidai Diwang Miao (chiń. 历代帝王庙; pinyin Lìdài Dìwáng Miào) – dawna świątynia cesarska w centrum Pekinu, w dzielnicy Xicheng, położona na zachód od parku Beihai. Zajmuje obszar 21 500 m², z czego same zabudowania 6000 m².
Zbudowana w 1530 roku, za panowania cesarza Jiajinga, na miejscu dawnej świątyni buddyjskiej Bao’an. Stanowiła przez wieki miejsce, w którym cesarze dynastii Ming i następnie Qing składali hołd dawnym władcom. Po obaleniu monarchii w 1912 roku świątynię zamknięto, a następnie w 1931 roku urządzono w jej zabudowaniach szkołę żeńską. W latach 1953–1954 rozebrano bramę pailou oraz znajdujące się przed wejściem mostki, a w okresie rewolucji kulturalnej zniszczono oryginalne tabliczki z imionami cesarzy.
W 2000 roku szkoła została przeniesiona, a władze rozpoczęły trwający trzy lata remont kompleksu w celu przywrócenia mu dawnego wyglądu i przekształcenia go w muzeum. Obiekt został udostępniony zwiedzającym w 2004 roku.
Przy głównym wejściu na teren kompleksu świątynnego znajdują się dwie kamienne stele z czasów cesarza Qianlonga, na których wyryto napis w językach chińskim, mongolskim i tybetańskim, nakazujący odwiedzającym świątynię dostojnikom zsiąść z konia. W centrum głównego pawilonu, którego wygląd wraz z otoczeniem odtworzono w nawiązaniu do tego z czasów panowania Qianlonga, znajdują się tabliczki poświęcone mitycznym Trzem Czcigodnym i Pięciu Cesarzom, zaś po obu ich stronach tabliczki poszczególnych cesarzy historycznych. Tabliczek, odtworzonych na wzór zniszczonych w czasie rewolucji kulturalnej oryginałów, jest w sumie 188. Pawilon ma wymiary 51×27 m i prawie 21 m wysokości.